# تئاتر شاهکار جهان
تئاتر شاهکار جهان (به ژاپنی: 世界名作劇場، Sekai Meisaku Gekijō) یک دسته انیمه تلویزیونی ژاپنی است که هر سال انیمیشن یک داستان متفاوت را نمایش می‌دهد. نمایش این سری انیمه‌ها از سال ۱۹۶۹ آغاز شده و تا سال ۱۹۹۷ ادامه یافت. سپس نمایش آن از سال ۲۰۰۷ دوباره آغاز شد.

## محصولات

مومین (۱۹۶۹-۱۹۷۰)

۳۰۰۰ لیگ در جستجوی مادر (۱۹۷۶)

### انیمیشن قبل از نیپون - کالپیس کمیک تئاتر
- دورورو و هیاکیمارو - ۱۹۶۹
- مومین - ۱۹۶۹؛۱۹۷۰
- داستان‌های اندرسن - ۱۹۷۱
- مومین جدید - ۱۹۷۲
- داستان‌های جنگل سبز - ۱۹۷۳
- هایدی، دختر آلپ - ۱۹۷۴

### نیپون انیمیشن
- یک سگ فلندرز - ۱۹۷۵
- ۳۰۰۰ لیگ در جستجوی مادر - ۱۹۷۶
- رامکال - ۱۹۷۷
- داستان پرین - ۱۹۷۸
- آنه با موهای قرمز - ۱۹۷۹
- ماجراهای تام سایر - ۱۹۸۰
- خانواده دکتر ارنست - ۱۹۸۱
- لوسی رنگین کمان جنوب - ۱۹۸۲
- بچه‌های آلپ - ۱۹۸۳
- حنا دختری در مزرعه - ۱۹۸۴
- پرنسس سارا - ۱۹۸۵
- داستان پلیانا دختر عشق - ۱۹۸۶
- زنان کوچک - ۱۹۸۷
- سدی پرنس کوچک - ۱۹۸۸
- ماجراهای پیتر پن - ۱۹۸۹
- بابا لنگ دراز - ۱۹۹۰
- داستان خانواده ترپ - ۱۹۹۱
- فرزند بوته - ۱۹۹۲
- زنان کوچک ۲: پسران جو - ۱۹۹۳
- تیکو هفت دریا - ۱۹۹۴
- رومئوی آسمان‌های آبی - ۱۹۹۵
- سگ مشهور لاسی - ۱۹۹۶
- رمی دختر هیچکس - ۱۹۹۷
- بینوایان - ۲۰۰۷
- سفر طولانی پورفی - ۲۰۰۸
- سلام آنه: پیش از گرین گیبلز - ۲۰۰۹
- مارک از ساوت‌همپتون - ۲۰۱۱
- هایکارا _ سان گاتورو  _ ۲۰۱۸